# Arike Ogunbowale
Arike Ogunbowale (* 2. März 1997 in Milwaukee, Wisconsin) ist eine nigerianisch-US-amerikanische Basketballspielerin der nordamerikanischen Profiliga Women’s National Basketball Association (WNBA).

## Karriere
Vor ihrer professionellen Karriere in der WNBA spielte Ogunbowale von 2015 bis 2019 College-Basketball für das Team der University of Notre Dame, mit dem sie 2018 die NCAA Division I Basketball Championship gewann.
Beim WNBA Draft 2019 wurde Ogunbowale an 5. Stelle von den Dallas Wings ausgewählt, für die sie seither in der nordamerikanischen Basketballprofiliga der Damen spielt. In der Saison 2020 wurde sie als erfolgreichste Korbschützin der WNBA ausgezeichnet.
Im Laufe ihrer bisherigen WNBA-Karriere erzielte Ogunbowale unter anderem die folgenden Erfolge und Auszeichnungen:
- 4× WNBA All-Star (2021, 2022, 2023, 2024)
- 2× WNBA All-Star Game MVP (2021, 2024)
- All-WNBA First Team 2020
- 2× All-WNBA Second Team (2021, 2024)
- 2020 WNBA Peak Performer in Scoring (22.8ppg)
- WNBA All-Rookie Team 2019

### Unrivaled
Arike Ogunbowale nahm Anfang 2025 als Spielerin des Teams Vinyl BC an der Premieren-Saison der neu gegründeten 3×3-Basketball-Liga für Frauen Unrivaled teil.